# منتخب الكويت تحت 19 سنة لكرة القدم
منتخب الكويت لكرة القدم هو منتخب تحت 19 سنة وهو ممثل الكويت الرسمي في رياضة كرة القدم و في بطولات كرة القدم تحت 19 سنة.